# الكونت كارل ليوبولد فون شليبن
الكونت كارل ليوبولد فون شليبن ( ( (بالألمانية: Karl Leopold Graf von Schlieben)‏ </link> ؛ 3 فبراير 1723 - 18 أبريل 1788) كان وزير الحرب البروسي  بين عامي 1769 و1772.

## وقت مبكر من الحياة
ولد في ماغديبورغ . كان والده الكونت جورج آدم فون شليبن ( (بالألمانية: Georg Adam Graf von Schlieben)‏ </link> ، 5 فبراير 1688 - 15 يونيو 1737) وكانت والدته الكونتيسة كاثرينا دوروثيا فينك فون فينكنشتاين .

## الزواج والمشكلة
تزوج من الكونتيسة ماري إليانور فون ليندورف (1723-1800) في 18 يناير 1747 في كونيجسبيرج. وأنجبا ابنتين:
- الكونتيسة ماري كارولين من شليبن (28 يناير 1752 - 2 أغسطس 1832)؛ تزوجت من الكونت فريدريش فيلهلم فون شليبن (توفي عام 1783) وأنجبا أبناء. من خلال ابنتهما الوحيدة أمالي (1777-1845)، فهي من أسلاف أمراء دوهنا شلوبيتن وأمراء هوخبيرج بليس.
- الكونتيسة <i id="mwHQ">فريدريكه</i> أمالي من شليبن (28 فبراير 1757 - 17 ديسمبر 1827)؛ تزوج في 9 مارس 1780 في كونيغسبيرغ ، من فريدريش كارل لودفيغ، دوق شليسفيغ هولشتاين-سوندربورغ-بيك وكان لهما قضية. من خلال ابنها، فريدريش فيلهلم، دوق شليسفيج هولشتاين-سوندربورغ-غلوكسبورغ ، فهي من أسلاف العائلات الملكية في الدنمارك واليونان والنرويج والمملكة المتحدة .

توفى الكونت كارل ليوبولد في كونيجسبيرج، مملكة بروسيا.